# Kroning van Maria
De Kroning van Maria werd vanaf de dertiende eeuw een geliefd thema in de Italiaanse schilderkunst. Het meest bekend zijn afbeeldingen van de Drie-eenheid God de Vader, God de Zoon en God de Heilige Geest (in de vorm van een duif), die in de hemel een kroon plaatsen op het hoofd van Maria. Soms zijn ze omringd door engelen. De kroning van Maria kan ook worden afgebeeld in combinatie met Maria Hemelvaart.
Dat Maria, de moeder van Jezus na hun beider overlijden door haar zoon tot "Koningin van de Hemel en de Aarde" werd gekroond, is een deel van de katholieke leer. Een aan de kroning gewijd religieus feest, Maria Koningin geheten, wordt op 22 augustus gevierd.
Aanvankelijk werd het als feest gevierd op 31 mei. Toen echter het feest van Maria-Visitatie na het Tweede Vaticaans Concilie van 2 juli naar 31 mei verschoven werd, verplaatste men de gedachtenis van Maria als Koningin van hemel en aarde van 31 mei naar 22 augustus. De gedachtenis van dit feest correspondeert ook met het vijfde glorievolle geheim van de heilige Rozenkrans.

## Zie ook

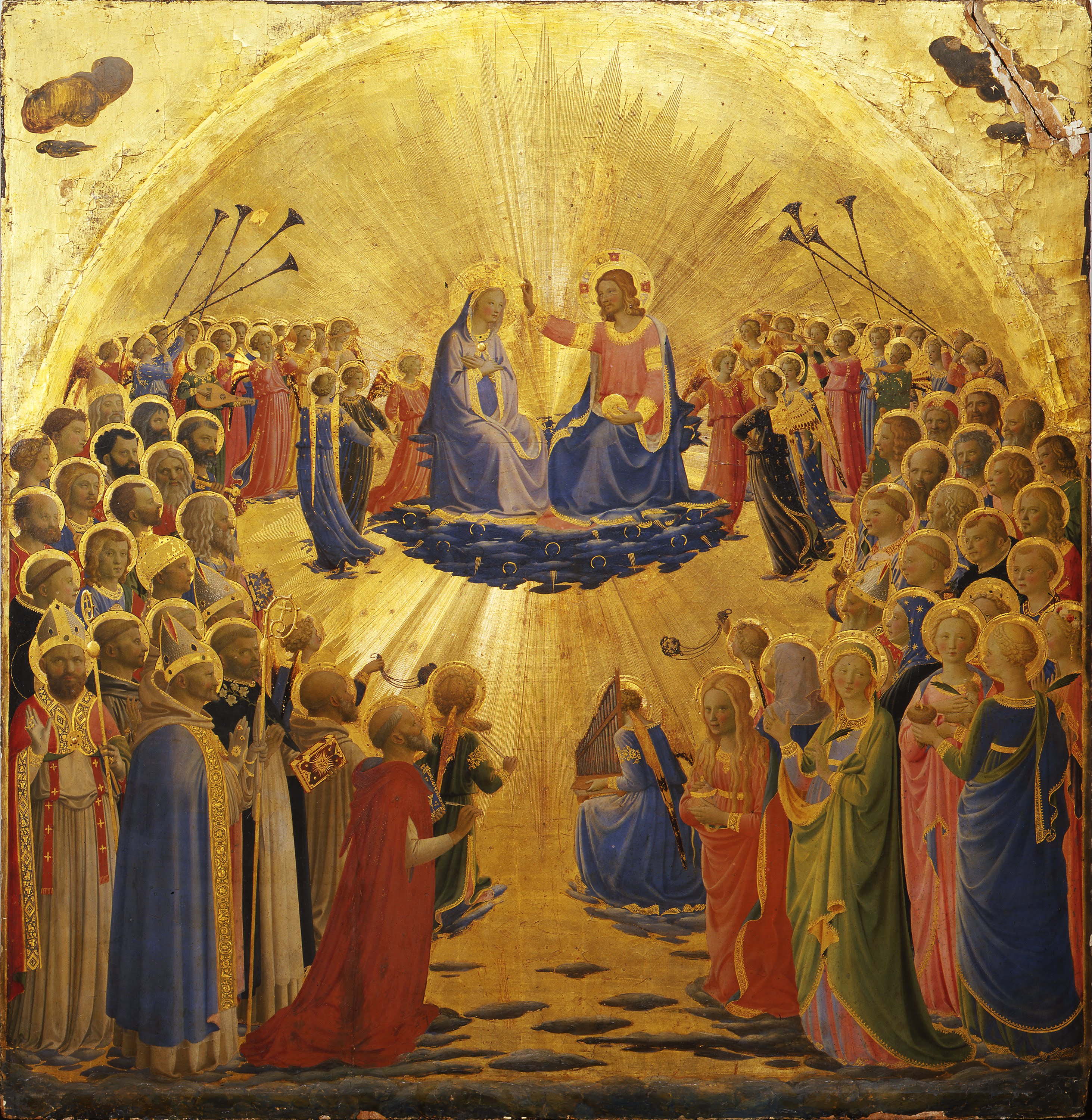
Omgeven door heiligen wordt Maria door Christus gekroond. (Fra' Angelico, 1432)